# Eurysa
Eurysa är ett släkte av insekter som beskrevs av Franz Xaver Fieber 1866. Eurysa ingår i familjen sporrstritar.

## Dottertaxa tillEurysa, i alfabetisk ordning[1][2]
- Eurysa atrata
- Eurysa baetica
- Eurysa brunnea
- Eurysa carinata
- Eurysa dimidiata
- Eurysa dorsilinea
- Eurysa douglasi
- Eurysa duffelsi
- Eurysa estrela
- Eurysa flavobrunnea
- Eurysa forficula
- Eurysa forguja
- Eurysa foribera
- Eurysa fornasta
- Eurysa forocca
- Eurysa forsicula
- Eurysa fortesta
- Eurysa furcifera
- Eurysa gylippa
- Eurysa immunda
- Eurysa jorcasa
- Eurysa kormusi
- Eurysa lineata
- Eurysa magnifrons
- Eurysa meridiana
- Eurysa pullata
- Eurysa pyrenea
- Eurysa rabatica
- Eurysa rubripes
- Eurysa semifrons
- Eurysa transbaicalica
- Eurysa turneri